# Parroquia de San José de Vistahermosa
La Parroquia de San José de Vistahermosa es un templo católico del siglo xx ubicado en el barrio de Vistahermosa, en Orense (Galicia, España).

## Descripción

### Exterior
El exterior, de construcción moderna, presenta una forma asimétrica con fachada escalonada y tres pronunciados salientes a modo de contrafuertes. El principal elemento ornamental consiste en cinco grandes paneles rectangulares a modo de torre; los tres de la zona central muestran cada uno dos oquedades, una sobre otra, en forma de círculo y atravesadas por cruces las superiores (cruces solares), mientras que los laterales, de menor tamaño, muestran cada uno una oquedad, también en forma de círculo, con un saliente en forma de arco de medio punto el cual se halla unido a los tres agujeros inferiores de los paneles interiores formando una estructura similar a un túnel en la parte alta de los mismos. Elaborada en su mayoría a base de hormigón y con la mitad superior cubierta por planchas perfiladas (las cuatro más cercanas a la torre se inclinan progresivamente a medida que se aproximan a ella), la iglesia presenta dos entradas con sencillas puertas de madera de doble hoja bajo austeros soportales de planta rectangular y líneas simples. Junto al templo, en un pequeño parterre situado frente a una intersección, se halla emplazado un sencillo crucero moderno.

### Interior

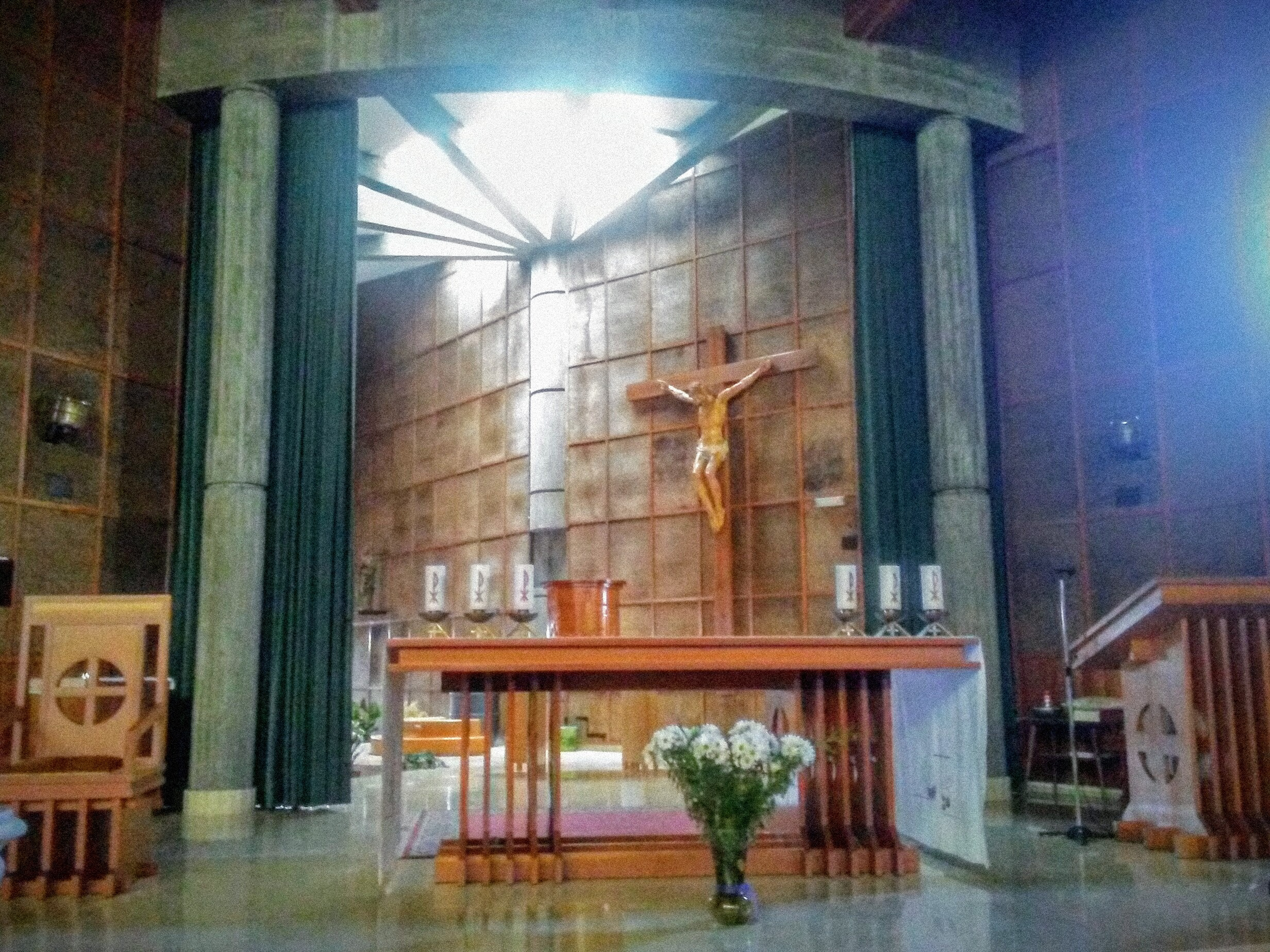
Capilla mayor

El interior, con techo atravesado por vigas y muros cubiertos de madera y corcho creando estructuras rectangulares (al igual que la iglesia parroquial de Cristo Rey, en el barrio orensano de As Lagoas), presenta una nave de planta única en forma de triángulo isósceles en cuyo vértice superior se ubica la capilla mayor, enmarcada por columnas de hormigón las cuales sostienen un dintel con forma de arco escarzano tumbado. Esta capilla, caracterizada al igual que el resto del templo por la austeridad y simplicidad ornamental impuestas por los postulados del Concilio Vaticano II, posee la particularidad poco común de no contar con un muro posterior que constituya el trasaltar, ya que la parte trasera conduce a otra capilla, de planta semicircular y techo atravesado por seis vigas con claraboya también semicircular, en la que una talla de Cristo crucificado sirve de principal ornamento para ambas así como de punto de enlace entre los dos espacios, destacando en la capilla trasera una imagen orante de la Inmaculada Concepción así como una vidriera policromada con el dibujo de un círculo dividido en cuatro partes. La capilla mayor cuenta con un altar y un ambón realizados en madera en los que destacan un total de quince paneles (diez en el altar y cinco en el ambón) con oquedades circulares decoradas con cruces a imagen y semejanza de las cruces solares presentes en el exterior, mostrando también este motivo el respaldo de la cátedra. Cerca del altar destaca una pequeña pila bautismal labrada en piedra y, a ambos extremos del presbiterio, una imagen de la Virgen con el Niño en el lado del evangelio y una talla de San José en el lado de la epístola, ambas realizadas en madera con trazos angulosos y estilizados y apoyadas sobre ménsulas en las que se hallan motivos idénticos a los presentes en el altar, el ambón y la cátedra.
Uno de los elementos arquitectónicos más destacados es la tribuna, cuyo balcón, realizado en hormigón y madera, presenta forma semicircular, resaltando en el muro posterior varios salientes que interrumpen la planta de la tribuna a modo de tabiques sin llegar a dividirla y enmarcan al mismo tiempo una serie de ventanales, importante fuente de luz natural junto con las ventanas presentes en la zona de la epístola y la claraboya semicircular ubicada sobre la capilla situada tras la capilla mayor. Bajo la tribuna, cerca de la entrada, se hallan a su vez varias dependencias destinadas a actividades parroquiales.

## Galería de imágenes

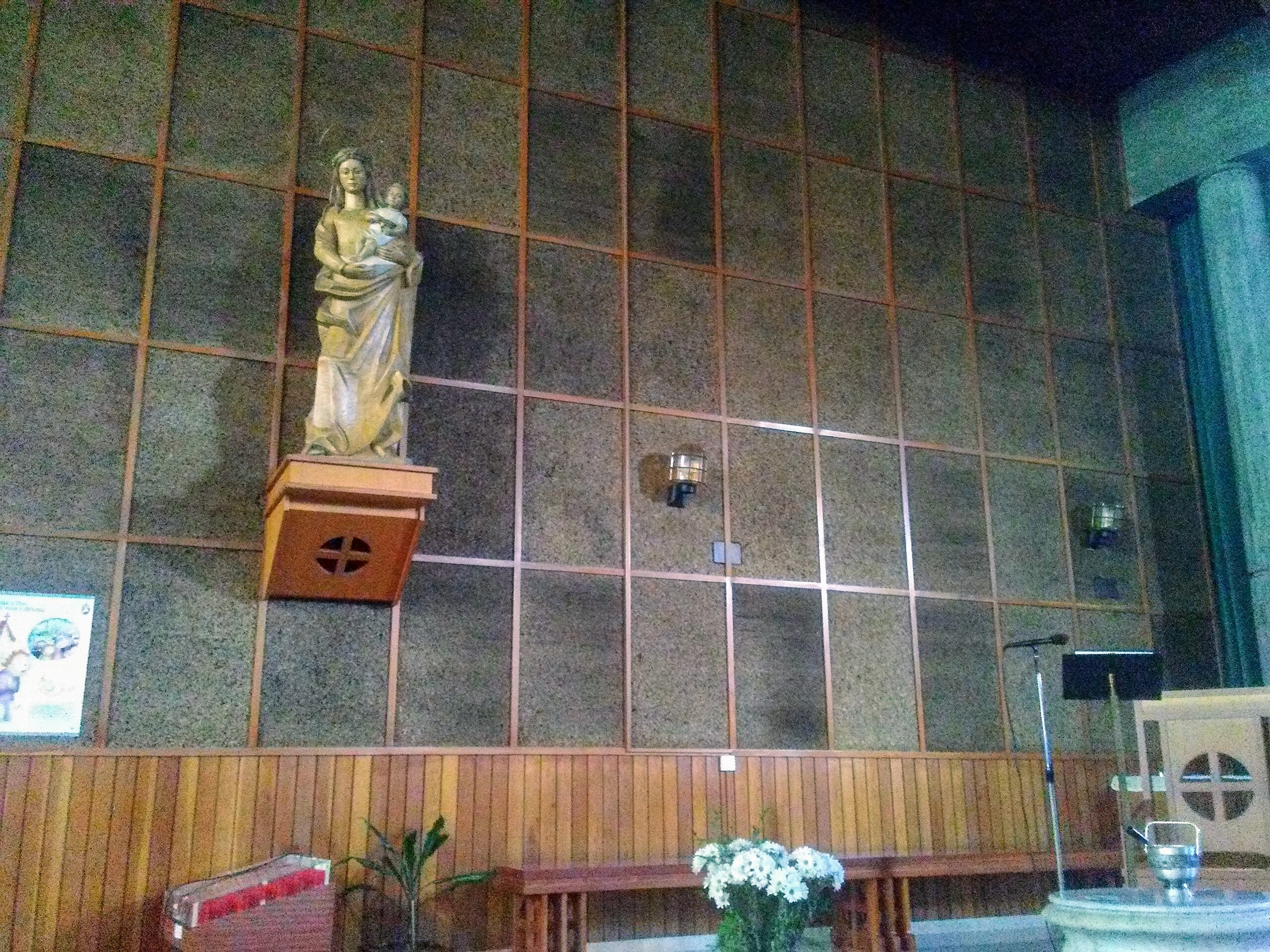
Extremo izquierdo del presbiterio.
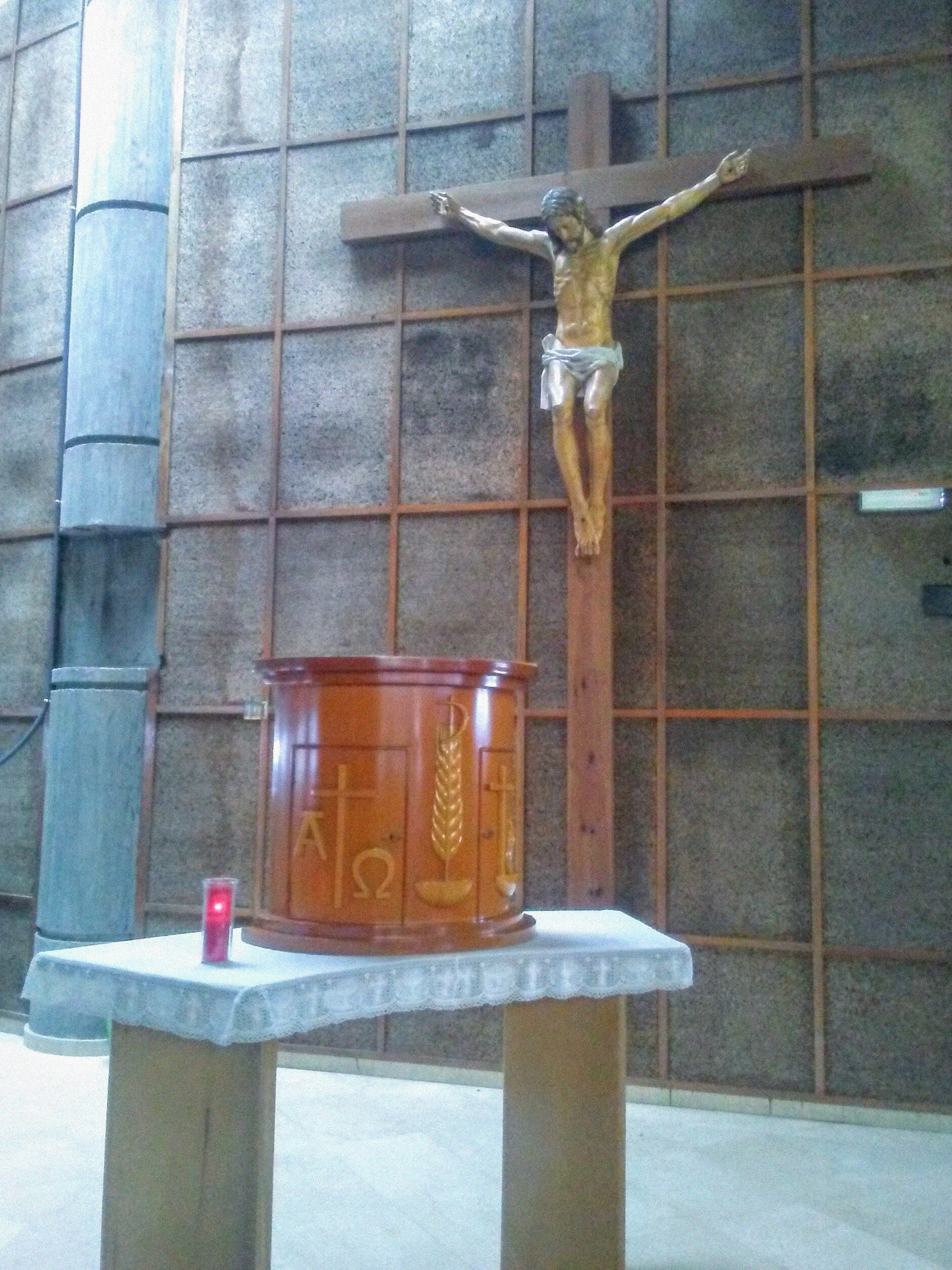
Talla de Cristo crucificado.
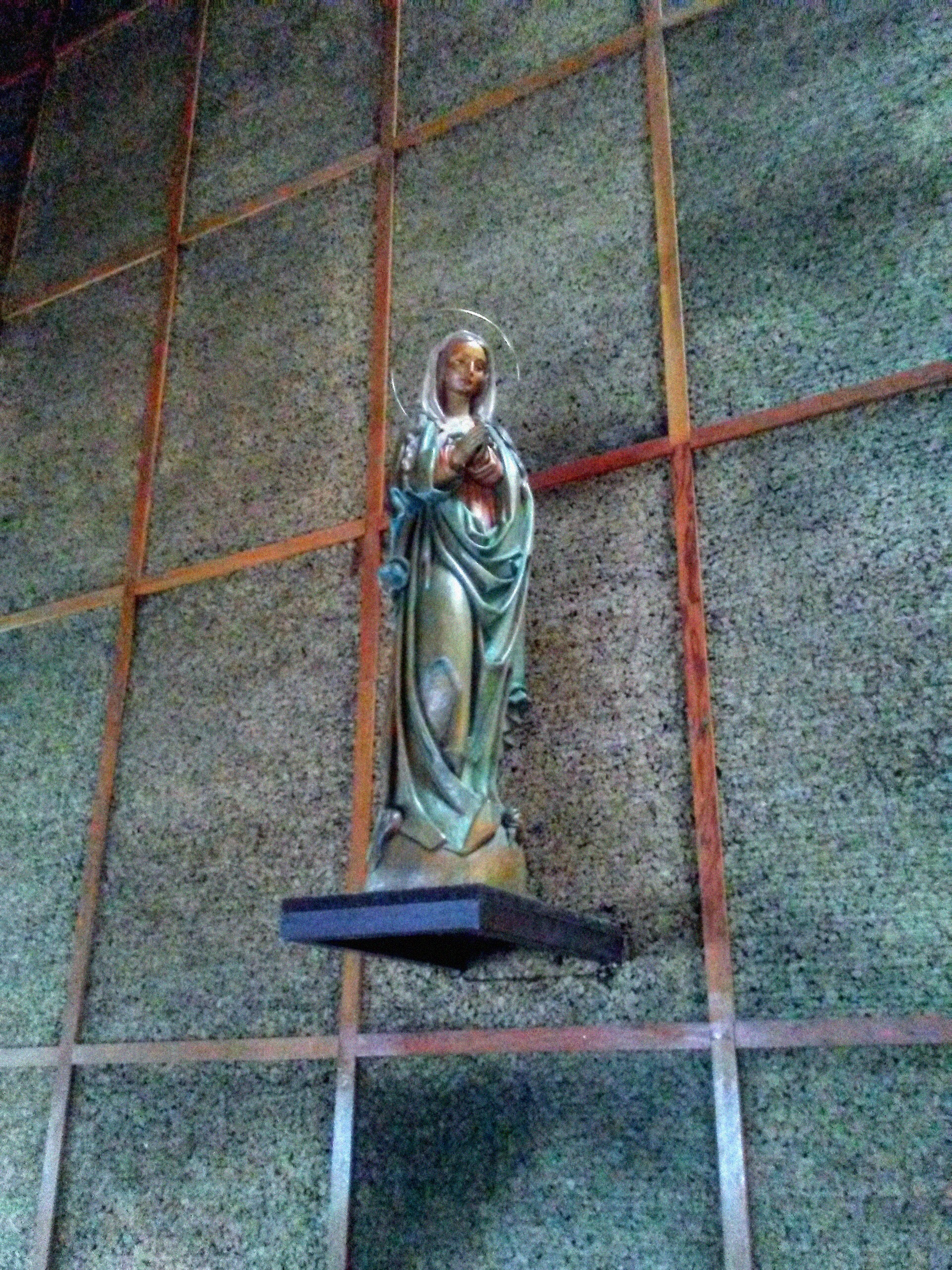
Talla de la Inmaculada Concepción.
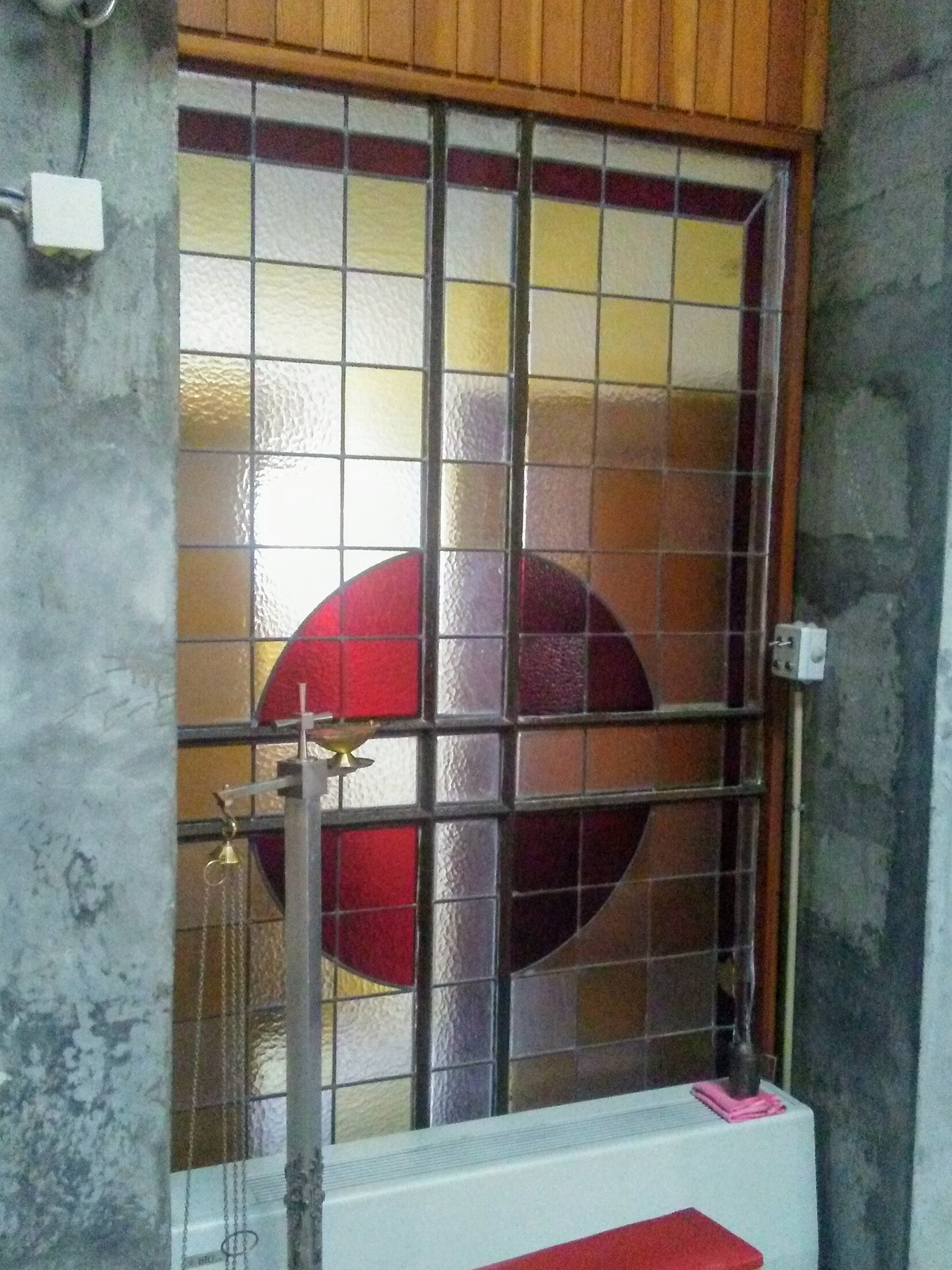
Vidriera.